# يون جون-ها
يون جون-ها (هانغل: 윤준하) هو لاعب كرة قدم كوري جنوبي في مركز الهجوم، ولد في 4 يناير 1987 في كوريا الجنوبية. لعب مع إنتشون يونايتد.

## وصلات خارجية
- يون جون-ها على موقع دوري كوريا الجنوبية (الإنجليزية)
- يون جون-ها على موقع قاعدة بيانات كرة القدم.إي يو (الإنجليزية)
- يون جون-ها على موقع Soccerway.com (الإنجليزية)